# Dresserus collinus
Dresserus collinus is een spinnensoort uit de familie van de fluweelspinnen (Eresidae).
De wetenschappelijke naam van de soort werd in 1900 gepubliceerd door Reginald Innes Pocock.